# Solms-laubachia calcicola
Solms-laubachia calcicola är en korsblommig växtart som beskrevs av J.P. Yue, Al-shehbaz och Hang Sun. Solms-laubachia calcicola ingår i släktet Solms-laubachia och familjen korsblommiga växter. Inga underarter finns listade i Catalogue of Life.